# Manuel del Refugio González Flores
Manuel del Refugio González Flores, född 18 juni 1833 i Heroica Matamoros, Tamaulipas, död 8 maj 1893 i Chapingo, Mexiko, var en mexikansk militär och Mexikos president 1880–1884.
Under hans regeringstid infördes metersystemet i Mexiko.